# 34G busz (Miskolc)
A miskolci 34G jelzésű garázsjárati autóbuszvonal Bodótető és a Szondi György utca között húzódik, amelyet a Miskolc Városi Közlekedési Zrt. üzemeltet.

## Története
Az MVK Zrt. 2022 márciusában az 1É és a 44-es buszok menetrendi változtatása mellett 34G jelzéssel garázsjáratokat indított a városi autóbuszgarázs és Bodótető között. A Szondi György utcáról tanulmányi napokon reggelente, Bodótetőről a hét minden napján késő este történt járatindítás a bodótetei 34-es buszok mellett.
Később a Szondi György utcáról történő indítást megszüntették és helyette kettő járat közlekedik Bodótetőről.

## Útvonala
Az indítások csak odairányban történnek.
| Bodótető – Szondi György utca | Ellentétes irányban nem indul. |
| --- | ------------------------------ |
| Bodótető ➝ Dóczy József utca ➝ Ilona utca ➝ Vologda utca ➝ Fazekas utca ➝ Jókai Mór utca ➝ Szeles utca ➝ Ady Endre utca ➝ Zsolcai kapu ➝ Soltész-Nagy Kálmán utca ➝ Baross Gábor út ➝ Üteg utca ➝ Szondi György utca | Ellentétes irányban nem indul. |

## Közlekedése
Indításai a hét minden napján történnek, a 34-es buszok hétköznapi utolsó kettő, hétvégi utolsó járata viseli a jelzést.

### Járművek
Az autóbuszvonalon egyaránt megfordulnak az MAN típusú Lion's City szóló és csuklós járművek, olykor 2006-os évjáratú Neoplan Centroliner autóbuszok is.

## Megállóhelyei
| 0  | Bodótető végállomás           | 0.0 km | 0  | 34 |
| 1  | Dóczy József utca             | 0.3 km | 1  | 34 |
| 2  | Vologda városrész             | 0.7 km | 2  | 1, 1G, 34, 54, 101B, 901 |
| 3  | Dózsa György út               | 1.3 km | 3  | 1, 1G, 34, 54, 101B, 901 1053, 1383 3701, 3735, 3755 |
| 4  | Petőfi tér                    | 1.8 km | 4  | 1, 1G, 12, 14, 14G, 20, 34, 36, 54, 101B, 900, 901, 914, 935 1383 3755 |
| 5  | Szeles utca                   | 2.1 km | 5  | 1, 1G, 12, 12G, 14, 14G, 20, 36, 54, 101B, 900, 914, 935 |
| 6  | Búza tér / Zsolcai kapu       | 2.5 km | 6  | 1, 1G, 3, 3A, 4, 7, 11, 12G, 20, 20A, 24, 28, 32, 32G, 43, 44, 45, 101B, 900, 914, 935 1050, 1053, 1369, 1370, 1372, 1373, 1374, 1375, 1376, 1377, 1380, 1381, 1383, 1384, 1410, 1411 3700, 3701, 3702, 3703, 3704, 3705, 3706, 3707, 3708, 3709, 3710, 3711, 3712, 3714, 3715, 3716, 3717, 3718, 3719, 3720, 3721, 3722, 3723, 3724, 3726, 3727, 3728, 3729, 3730, 3731, 3733, 3734, 3735, 3736, 3737, 3738, 3739, 3740, 3741, 3742, 3743, 3744, 3745, 3746, 3747, 3748, 3749, 3750, 3751, 3752, 3753, 3754, 3755, 3757, 3760, 3761, 3764, 3765, 3766, 3767, 3770, 3772, 3773, 3774, 3775, 3776, 3777, 4019 |
| 7  | Bajcsy-Zsilinszky út          | 3.0 km | 7  | 1, 1G, 3, 4, 7, 12G, 32G, 101B, 900, 935 3706, 3724, 3726, 3738, 3752 |
| 8  | Selyemrét                     | 3.7 km | 8  | 1, 1G, 1VP, 3, 7, 12G, 14G, 21, 21G, 30, 31, 32G, 35G, 900, 901, 935, Auchan 1 3706, 3724, 3726, 3738, 3751, 3752 1, 1A, 2 |
| 9  | Üteg utca                     | 4.0 km | 9  | 1G, 7, 8, 12G, 14G, 21G, 32G, 35G, 101B, 900, 901, 935 3724 |
| 10 | Szondi György utca végállomás | 4.4 km | 10 | 1G, 7, 12G, 14G, 21G, 35G, 101B, 900, 935, Auchan 1 3706, 3710, 3712, 3715, 3716, 3717, 3718, 3719, 3720, 3721, 3722, 3723, 3724, 3726, 3727, 3728, 3729, 3730, 3731, 3733, 3734, 3735, 3736, 3737 |